# Фосфат таллия(I)
Фосфат таллия — неорганическое соединение, соль металла таллия и ортофосфорной кислоты с формулой Tl3PO4, бесцветные кристаллы, плохо растворимые в воде.

## Получение
- Действием ортофосфорной кислоты на оксид, гидроксид или карбонат таллия(I):

{\displaystyle {\mathsf {3Tl_{2}O+2H_{3}PO_{4}\ {\xrightarrow {}}\ 2Tl_{3}PO_{4}\downarrow +3H_{2}O}}}
{\displaystyle {\mathsf {3TlOH+H_{3}PO_{4}\ {\xrightarrow {}}\ Tl_{3}PO_{4}\downarrow +3H_{2}O}}}
{\displaystyle {\mathsf {3Tl_{2}CO_{3}+2H_{3}PO_{4}\ {\xrightarrow {}}\ 2Tl_{3}PO_{4}\downarrow +3CO_{2}\uparrow +3H_{2}O}}}
- Обменными реакциями:

{\displaystyle {\mathsf {3TlNO_{3}+Na_{3}PO_{4}\ {\xrightarrow {}}\ Tl_{3}PO_{4}\downarrow +3NaNO_{3}}}}

## Физические свойства
Фосфат таллия образует бесцветные кристаллы, плохо растворимые в воде и не растворимые в спирте.

## Химические свойства
- Разлагается концентрированной серной кислотой:

{\displaystyle {\mathsf {Tl_{3}PO_{4}+3H_{2}SO_{4}\ {\xrightarrow {T}}\ 3TlHSO_{4}+H_{3}PO_{4}}}}